# Turchia nella seconda guerra mondiale
La Turchia rimase neutrale fino a quando si unì agli Alleati, pochi mesi prima della fine della guerra. Prima dello scoppio della guerra, la Turchia firmò un Patto di mutuo soccorso con Francia e Regno Unito nel 1939.
Dopo l'invasione tedesca della Francia, tuttavia, la Turchia non agì militarmente, facendo affidamento su una clausola che li esentava nel caso in cui l'azione militare avesse potuto portare al conflitto con l’Unione Sovietica. Nel giugno 1941, dopo che la vicina Bulgaria si unì all'Asse e permise alla Germania di muovere truppe per invadere la Jugoslavia e la Grecia, la Turchia firmò un trattato di amicizia con la Germania. Winston Churchill e lo stato maggiore militare incontrarono il presidente turco il 30 gennaio 1943 alla conferenza di Adana, ma la Turchia non cambiò posizione.
La Turchia era un importante produttore di cromite, un materiale strategico per la metallurgia a cui la Germania aveva accesso limitato. I tedeschi lo volevano e gli Alleati volevano impedire loro di ottenerlo. La Turchia interruppe le sue vendite in Germania nell'aprile 1944 e tutti i rapporti in agosto. Nel febbraio 1945, dopo che gli alleati avevano fatto il loro invito alla riunione inaugurale delle Nazioni Unite, condizionato alla piena belligeranza, la Turchia dichiarò guerra alle potenze dell'Asse, ma nessuna truppa turca combatté mai.

## Cronologia eventi
- 3 settembre 1939: il governo turco dichiara pubblicamente di non volersi immischiare in una guerra che gli è del tutto estranea.
- 19 ottobre 1939: Francia e Regno Unito offrono alla Turchia un "patto di mutua assistenza" per i successivi quindici anni; i turchi, non ancora impressionati dalla potenza militare tedesca, lo accettano.
- 4 marzo 1941: anche l'Unione Sovietica tenta di spingere il governo turco ad interrompere ogni rapporto con la Germania; la diplomazia tedesca, come contromossa, offre la Siria Francese ed il controllo sulle ferrovie greche.
- 27 marzo 1941: i diplomatici sovietici ottengono la firma turca su un "patto di neutralità" che garantisce l'inviolabilità dei confini caucasici.
- Maggio 1941: la Germania schiera, a scopo intimidatorio, una divisione corazzata lungo il vecchio Confine greco-turco.
- 6 aprile 1941: le armate tedesche, italiane e bulgare invadono Jugoslavia e Grecia, alcuni politici e militari turchi prendono in considerazione l'opportunità di allearsi con l'Asse, al fine di riprendersi i territori ottomani del Medio Oriente perduti nel 1918.
- 7 aprile 1941: l’esercito turco si mobilita per un eventuale scontro armato con l’Asse, mai avvenuto.
- 18 giugno 1941: quattro giorni prima che la Germania attacchi l'Unione Sovietica, la Turchia stipula con la Germania un "patto di cooperazione", in base al quale fornirà materie prime indispensabili all'industria tedesca e manterrà nei confronti dell'Asse un atteggiamento di neutralità amichevole.
- 2 maggio 1941: agenti del Governo Turco organizzano una manifestazione a favore dell'entrata in guerra dal lato dell’Asse. Alcuni giorni dopo la Marina Turca offre a quella Tedesca piccole navi per occupare le isole greche dell’Egeo.
- 6 maggio 1941: scoppia la rivolta irachena contro il Regno Unito; i turchi allestiscono ben 10 divisioni da inviare in soccorso delle 4 divisioni irachene e dell’Aeronautica tedesca e italiana che le appoggiano, ma alla fine, considerato l'andamento poco favorevole delle operazioni dell'Asse, lo stato maggiore turco rinuncia all'invio.
- agosto 1944: quando le truppe Alleate stanno penetrando nel territorio tedesco, la Turchia riallaccia i rapporti diplomatici con Regno Unito, Stati Uniti ed Unione Sovietica.
- 6 gennaio 1945: i turchi rompono ogni relazione diplomatica col Giappone ed il 23 febbraio arrivano a dichiarare guerra alla Germania, ormai al collasso. Questo permetterà loro di sedere al tavolo dei vincitori e, in seguito, di far parte della NATO, legandosi agli Stati Uniti, pur mantenendo l’astio secolare nei confronti della Grecia.